# Antonio Martínez Ron
Antonio Martínez Ron (Madrid, 3 de mayo de 1976) es un periodista científico, divulgador y escritor español. Se licenció en periodismo por la Universidad Complutense de Madrid. 
Especializado en comunicación científica en español, ha colaborado en diferentes medios de comunicación entre los que destacan La2, Cadena Ser, La Sexta, RNE, Onda Cero o Vozpópuli. Es el responsable de los proyectos de divulgación Naukas y Fogonazos, escribe en ElDiario.es y colabora con el programa Hoy empieza todo (RNE3) con la sección «Ciencia Catacrocker». 
Ha dirigido dos documentales y escrito el guion de un cómic y es además, autor de los libros El ojo desnudo, ¿Qué ven los astronautas cuando cierran los ojos?, Papá, ¿dónde se enchufa el sol? (este último traducido al italiano y al chino), y en 2022 publicó Algo nuevo en los cielos.
Asimismo, ha recibido el premio Ondas y el Premio de Periodismo Científico Concha García Campoy.

## Biografía
Licenciado en periodismo por la Universidad Complutense de Madrid. Ha sido el responsable de «Next», las páginas de ciencia del diario Vozpópuli. Actualmente es colaborador del programa «Hoy empieza todo» (RNE3) donde dirige la sección «Ciencia Catacrocker» y escribe en ElDiario.es. 
En septiembre de 2003 publicó el blog Fogonazos donde se puede leer una recopilación de sus «asombros diarios»; artículos sobre ciencia, curiosidades e impresiones de actualidad del mismo.
Entre 2009 y 2011 trabajó como redactor jefe de ciencia en La información.com.
Junto con Miguel Artime y Javier Peláez fundó el blog Amazings.es, que 2012 se convirtió en Naukas. Actualmente, Naukas es considerada la mayor plataforma de divulgación científica en español. Cuenta con más de 150 colaboradores, en su mayoría científicos y divulgadores que escriben contenido de manera regular sobre los más variados temas. Además, cada septiembre realizan un evento de divulgación en Bilbao donde más de 60 divulgadores se juntan en el Auditorium del Palacio Euskalduna para dar charlas de 10 minutos sobre ciencia, humor y escepticismo. Desde hace unos años se celebran eventos similares en distintas ciudades de España como Pamplona, Valladolid, La Coruña o Palma entre otras.
En La 2 de Televisión Española y durante dos temporadas fue responsable de la sección «La demostración» en el programa Órbita Laika presentado por Ángel Martín, un espacio dedicado a explicar conceptos de física, química o neurociencia mediante experimentos sencillos.
Entre 2011 y 2019 fue colaborador de la revista Quo.
Entre 2013 y 2017 colaboró en el programa Te doy mi palabra en la cadena de radio Onda Cero.
En 2014 desarrolló junto a Javier Peláez y Javier Álvarez el proyecto radiofónico Catástrofe Ultravioleta. Esta serie de programas busca fomentar la ciencia a través de diversos ámbitos del conocimiento; hablando de experimentos y de sus creadores. También publicó su primer libro, ¿Qué ven los astronautas cuando cierran los ojos?, un recopilatorio de más de cincuenta artículos de historias publicadas en el blog Fogonazos. Trata temas como las experiencias que viven los astronautas e historias sobre neurociencia.
En 2016 publicó El ojo desnudo —Crítica, colección Drakontos— , una reconstrucción de la historia de la ciencia a partir del entendimiento de la visión y de la luz con una perspectiva crítica, narrando historias e ilustrando experimentos científicos.
En 2017 la Academia de las Ciencias y las Artes de Televisión de España le concede el Premio de Periodismo Científico Concha García Campoy en la categoría de Prensa Digital por el artículo Plasticidad a la carta para salvar cerebros.
En 2022 publicó Algo nuevo en los cielos —Crítica, colección Drakontos—, una narración sobre el estudio de los cielos con historias sobre el origen de la lluvia, la composición del aire o los límites entre la atmósfera terrestre y el espacio.

## Obra

### El mal del cerebro
Dirigió el documental El mal del cerebro en el que se revisan las principales investigaciones sobre el tratamiento de las enfermedades del cerebro y la mejora del rendimiento mental.
En la primera parte del este documental, «Cerebros reparados», Martínez Ron asiste a una operación de implante de electrodos para la recuperación de la movilidad y la eliminación del temblor compulsivo en los pacientes de Parkinson. Muestra los últimos avances en tecnología para reemplazar miembros amputados por dispositivos biónicos o mover objetos con el pensamiento.
En la segunda parte, «En busca de la memoria», habla sobre los nuevos métodos de investigación para tratar de detectar precozmente la demencia, frenar el deterioro cognitivo, y buscar cómo retener los recuerdos el máximo tiempo posible.
En la tercera parte, «Trastornos de la mente», presenta algunos trastornos de la mente como la esquizofrenia, el síndrome de Tourette, un caso de amnesia por daño cerebral y varios pacientes con afasia desencadenada por accidentes cerebrovasculares.

### Libros
- Antonio Martínez Ron  (2013): ¿Qué ven los astronautas cuando cierran los ojos?. Ed. A. Martínez. 215 p. ISBN  978-84-616-6275-3
- Antonio Martínez Ron (2016): El ojo desnudo. Ed. Crítica. 312 p. ISBN 9788498929812
- Antonio Martínez Ron y David Cuence (2017): Door. Ed. Tres pintamonas. 145 p. ISBN 978-8494381249
- Antonio Martínez Ron, Laura Martínez Lasso y Kim Amate (2018): Papá, ¿dónde se enchufa el sol? Ed. Crítica. 72 p. ISBN 978-84-9892-988-1
- Antonio Martínez Ron (2022): Algo nuevo en los cielos. Ed. Crítica. 712 p. ISBN 978-84-9199-374-2

### Publicaciones periódicas
- Editor de Ciencia en Vozpópuli.com.[20]
- Creador de Fogonazos y Naukas.[21]
- Colaborador de Yahoo!,[22] Jot Down[23] y la revista Quoe.[24]
- Exeditor de Ciencia de lainformacion.com.[25]
- Exeditor de actualidad de ADN.es.[25]

### Medios audiovisuales
- Director del documental El mal del cerebro.[26]
- Colaborador de Órbita Laika (TVE) en la sección «La demostración» durante 2 temporadas.[27]
- Colaborador en el programa Te doy mi palabra de Onda Cero.[28]
- Creador del podcast Catástrofe ultravioleta.[12]
- Colaborador en el programa Hoy empieza todo de RNE3 con la sección «Ciencia Catacrocker».[29]

## Premios
- Premio Boehringer de Periodismo de Medicina 2013.[24]
- Premio Prismas 2012.[30]
- Premio Bitácoras 2010[31] y 2011.[32]
- Premios 20Blogs 2007[33] y 2008.[34]
- Premio Blasillo al ingenio en Internet 2012.[35]
- Premio de Periodismo Científico Concha García Campoy 2017.[15]
- Premio Ondas Nacional de Radio al mejor programa digital por Catástrofe Ultravioleta 2017.[36]
- Premio Transfiere 2018.[37]